# Hillsborough (Carriacou)
Pour les articles homonymes, voir Hillsborough.
Hillsborough une ville de la Grenade, chef-lieu de la Dépendance de Carriacou et Petite Martinique. Plus grande ville de l'île de Carriacou, sa population est estimée a 1000 habitants en 1999.